# سرو کونگولون
سرو کونگولون (به اسپانیایی: Cerro Congolón) یک کوه در هندوراس است که در استان لمپیرا واقع شده‌است. سرو کونگولون ۸۹۰ متر بالاتر از سطح دریا واقع شده‌است.